# Марк Баклі (тенісист)
Марк Баклі (англ. Mark Buckley; нар. 1 вересня 1960) — колишній американський тенісист.
Найвищу одиночну позицію світового рейтингу — 124 місце досяг 20 квітня, 1987, парну — 374 місце — 3 січня, 1983 року.
Найвищим досягненням на турнірах Великого шолома було 2 коло в одиночному розряді.

## Титули на челленджерах

### Одиночний розряд: (1)
| Ранг | Рік  | Турнір           | Покриття | Суперник        | Рахунок       |
| ---- | ---- | ---------------- | -------- | --------------- | ------------- |
| 1.   | 1986 | Берген, Норвегія | Ґрунт    | Крістер Аллгард | 1–6, 7–6, 6–2 |